# مارفل: فيوتشر فايت
مارفل: فيوتشر فايت (بالإنجليزية: Marvel: Future Fight)‏ هي لعبة فيديو أكشن تقمص الأدوار طورتها نتماربل مونستر ونشرتها نتماربل غيمز، صدرت في 30 أبريل 2015 وتعمل على أجهزة آي أو إس وأندرويد.